# Сін Ий Хьон
Сін Ий Хен (кор. 신의현, нар. 1 квітня 1980 року) — південнокорейський лижник і біатлоніст, чемпіон зимових Паралімпійських ігор 2018 року в лижній гонці на дистанції 7,5 км. Перший кореєць, який завоював золоту медаль на зимових Паралімпійських іграх.

## Біографія
Сін Ий Хен народився в місті Конджу провінції Чхунчхон-Намдо. У лютому 2006 року, за день до випуску з коледжу, втратив обидві ноги в результаті автомобільної аварії.
Спочатку Сін Ий Хен займався паравелосипедним спортом і мріяв коли-небудь виступити на літніх Паралімпійських іграх. Але все змінилося, коли його друг запропонував йому спробувати себе в лижних перегонах. До цього він також грав у следж-хокей і баскетбол на інвалідних візках.
У сезоні 2015/2016 року на етапі Кубка світу з лижних перегонів у фінському Вуокатті виграв бронзову медаль у спринті.
У 2017 році брав участь у чемпіонаті світу з паралімпійських лижних перегонів та біатлону в німецькому місті Фінстерау та виборов бронзову медаль у біатлоні на дистанції 12,5 км сидячи. Через кілька днів він завоював срібло в лижних перегонах на 15 км сидячи.
На зимових Паралімпійських іграх у 2018 році в Пхьончхані Сін Ий Хен був обраний прапороносцем збірної своєї країни на церемонії відкриття. На цих іграх Сін Ий Хен завоював золоту медаль у лижних перегонах на 7,5 км класичним стилем сидячи. Це перша золота медаль в історії участі Республіки Корея в зимових Паралімпійських іграх. Раніше він став володарем бронзової медалі у лижних перегонах на дистанції 15 км сидячи.